# Рем-Нотр-Дам
Рем-Нотр-Дам (фр. Rhêmes-Notre-Dame) — муніципалітет в Італії, у регіоні Валле-д'Аоста.
Рем-Нотр-Дам розташований на відстані близько 600 км на північний захід від Рима, 25 км на південний захід від Аости.
Населення — 88 осіб (2014).

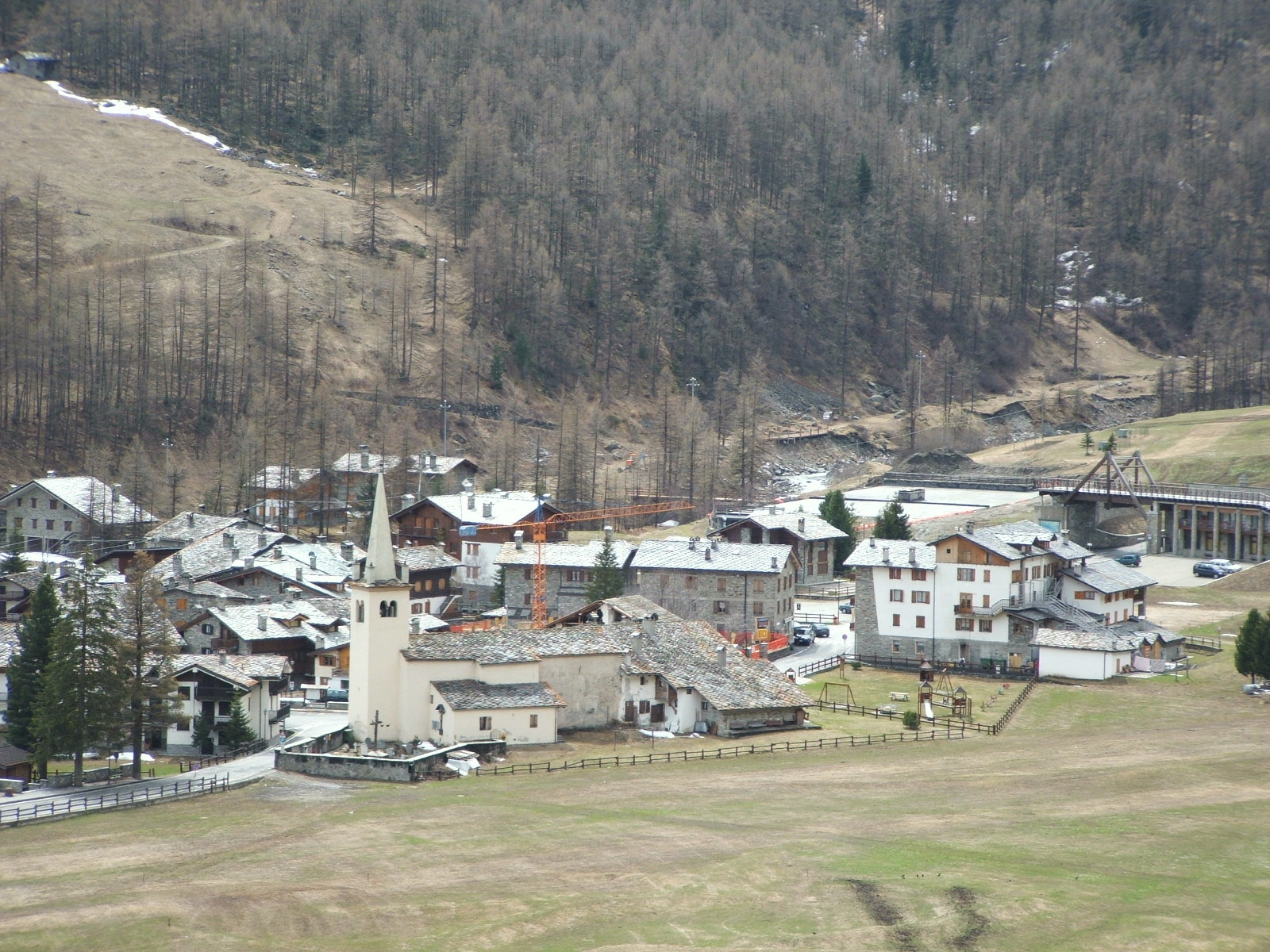

Щорічний фестиваль відбувається 2 липня.

## Демографія
Населення за роками:

Станом на 1 січня 2023 року в муніципалітеті офіційно проживало 5 іноземців з 4 країн, серед них 1 громадянин країн Євросоюзу.

## Сусідні муніципалітети
- Черезоле-Реале
- Рем-Сен-Жорж
- Тінь
- Валь-д'Ізер
- Вальгризанш
- Вальсаваранш